# Пабло Дорадо
Пабло Дорадо (ісп. Pablo Dorado, нар. 22 червня 1908, Монтевідео — пом. 18 листопада 1978, Монтевідео) — уругвайський футболіст, що грав на позиції нападника.
Виступав, зокрема, за клуб «Рівер Плейт», а також національну збірну Уругваю, що стала 1930 року першим чемпіоном світу. Автор першого голу в історії фіналів чемпіонатів світу з футболу.

## Клубна кар'єра
Почав кар'єру футболіста в середині 1920-х років у столичному клубі «Белья Віста». Після чемпіонату світу Пабло Дорадо перейшов в аргентинський «Рівер Плейт», в складі якого в 1932 році став чемпіоном Аргентини.
Завершив професійну ігрову кар'єру у клубі «Белья Віста», у складі якого вже виступав раніше. Прийшов до команди 1936 року і захищав її кольори до припинення виступів на професійному рівні у 1940 році.

## Виступи за збірну
З 1929 по 1932 рік провів сім матчів у складі національної збірної Уругваю, встигнувши відзначитися трьома забитими голами. Дорадо провів на переможному чемпіонаті світу 1930 року три матчі і забив два м'ячі, в тому числі відкривши рахунок на 12-й хвилині в фіналі проти збірної Аргентини. Поряд з Ернесто Маскероні був одним з наймолодших гравців в чемпіонській команді.
Помер 18 листопада 1978 року на 71-му році життя у місті Монтевідео.

## Титули і досягнення
- Чемпіон Аргентини (1):

«Рівер Плейт»: 1932
- Чемпіон світу (1): 1930